# Chayaqān
Chayaqān (persiska: چَپَقان, چیقان, Chapaqān) är en ort i Iran.   Den ligger i provinsen Ardabil, i den nordvästra delen av landet, 400 km nordväst om huvudstaden Teheran. Chayaqān ligger 1 052 meter över havet och antalet invånare är 447.
Terrängen runt Chayaqān är platt åt nordväst, men åt sydost är den kuperad.Runt Chayaqān är det ganska tätbefolkat, med 56 invånare per kvadratkilometer. Närmaste större samhälle är Lārī, 7,1 km söder om Chayaqān. Trakten runt Chayaqān består i huvudsak av gräsmarker.